# Саинкале
Саинкале (перс. صائين قلعه‎) — город на северо-западе Ирана, в остане (провинции) Зенджан. Входит в состав шахрестана  Абхар. На 2006 год население составляло 11 083 человека. Шестой по численности населения город провинции.

## География
Город находится в восточной части Зенджана, в горной местности, на высоте 1659 метров над уровнем моря.
Саин-Кале расположен на расстоянии приблизительно 63 километров к юго-востоку от Зенджана, административного центра провинции и на расстоянии 205 километров к западу-северо-западу (WNW) от Тегерана, столицы страны.